# Vlag van Venray

Vlag van de gemeente Venray

De vlag van Venray bevat vier vlakken met blauwe en witte kleuren. De oppervlakte van de linker vlakken staat in 1:2 verhouding met de oppervlakte van de rechter vlakken. Op de scheiding van de vlakken staan twee gekruiste sleutels, een bijenkorf en een verticaal gedeeld wapenschild. Alle elementen zijn ontleend aan het gemeentewapen, evenals de kleuren.

De vlag kan als volgt worden beschreven: "
Een broeking wit-blauw en een vlucht blauw-wit, met op de scheiding van broeking en vlucht twee gekruiste sleutels (de baard omhoog en naar broek- en vluchtzijde gekeerd) op blauw van wit en op wit van zwart, vergezeld in de bovenhelft van een schildje gedeeld van blauw en wit en in de benedenhelft van een geopende bijenkorf gedeeld van blauw en wit.

## Geschiedenis
Het ontwerp is afkomstig van de Stichting voor Banistiek en Heraldiek. De vlag werd vastgesteld bij raadsbesluit op 25 juni 1979 en publiekelijk onthuld tijdens de opening van het nieuwe gemeentehuis door koningin Beatrix op 9 oktober 1979. Tot de instelling van de nieuwe vlag gebruikte de gemeente een defileervlag uit 1938 als gemeentevlag.